# Okręg Kodiak Island
Okręg Kodiak Island (ang.  Kodiak Island Borough) – okręg w Stanach Zjednoczonych położony w stanie Alaska. Siedziba okręgu znajduje się w mieście Kodiak. Utworzony w roku 1963.
Okręg Kodiak Island w większej części położony jest na wyspie Kodiak i na wąskim pasie, który leży w zachodniej części półwyspu Alaska oraz na kilku pobliskich wyspach (m.in.: Afognak, Raspberry Island, Woody Island i Semidi Islands).   
Zamieszkany przez 13 592 osób. Największy odsetek ludności stanowi ludność biała (55,3%) oraz Azjaci (19,6%). Rdzenni mieszkańcy stanowią 13,2% całej populacji.

## Miasta
- Akhiok
- Kodiak
- Larsen Bay
- Old Harbor
- Ouzinkie
- Port Lions

## CDP
- Aleneva
- Chiniak
- Karluk
- Kodiak Station
- Womens Bay